# Presqu'île de Saint-Tropez
Pour les articles homonymes, voir Tropez.

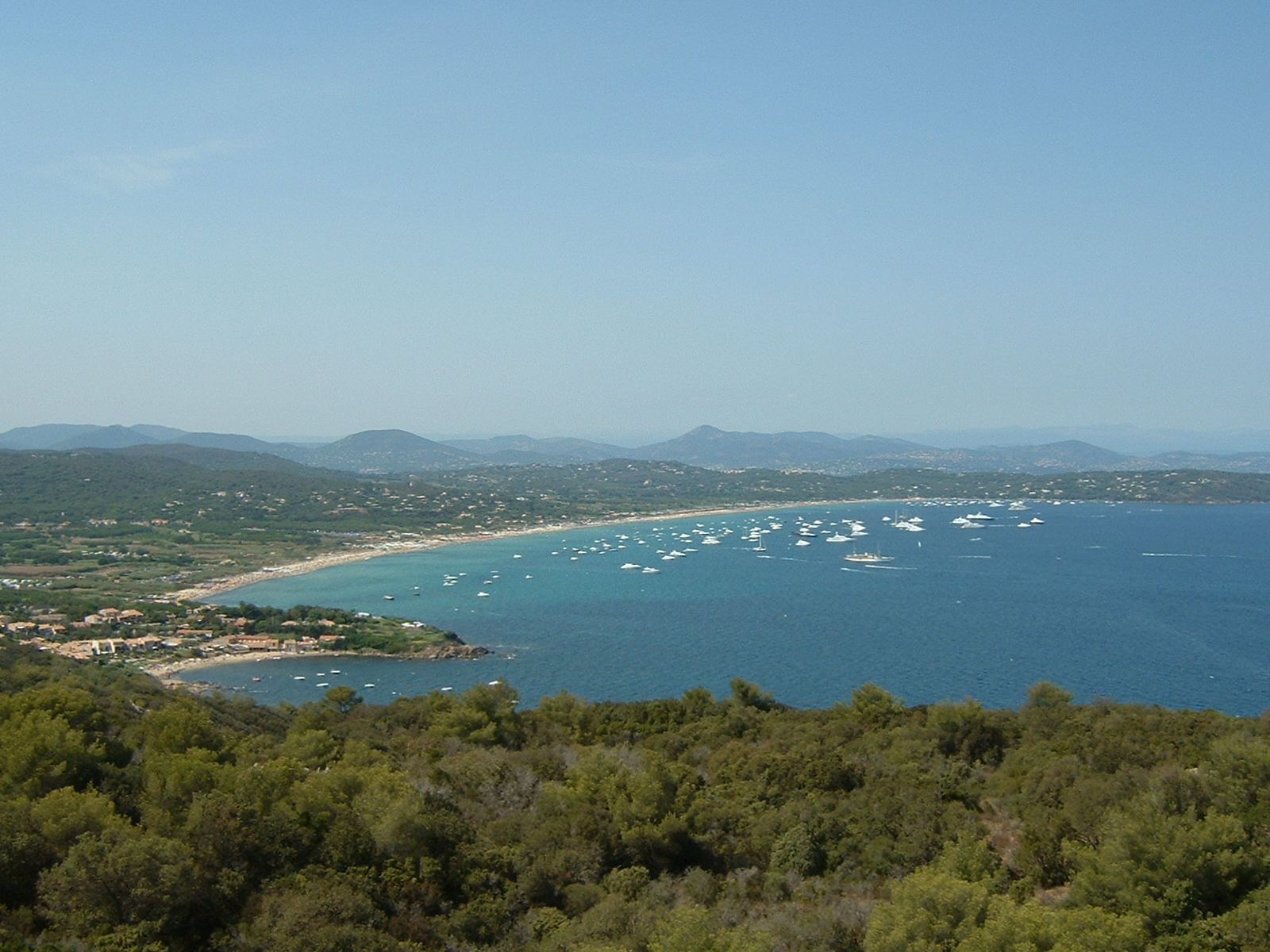
La plage de Pampelonne et la pointe de Bonne Terrasse

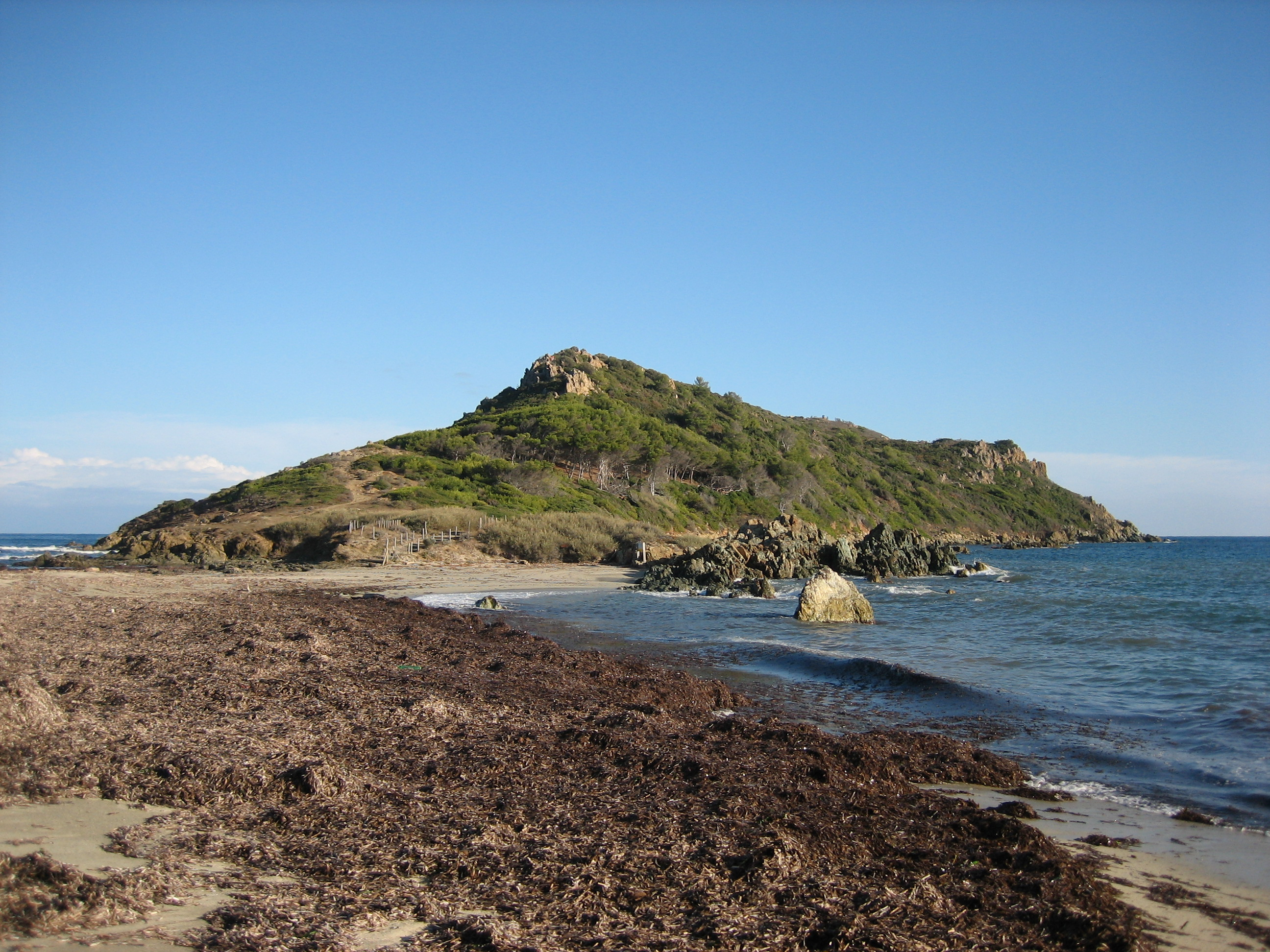
Le cap Taillat

La presqu'île de Saint-Tropez est une avancée du massif des Maures dans la mer Méditerranée, entre le golfe de Saint-Tropez au nord et la baie de Cavalaire au sud, dans le département français du Var. La presqu'île est délimitée par la cité de Port Grimaud (sur la commune de Grimaud), Cogolin, Gassin, et la commune de la Croix-Valmer.

## Géographie physique
La presqu'île de Saint-Tropez appartient géographiquement et géologiquement au massif des Maures, elle s'étend sur 77 km2 et son altitude maximale est de 322 mètres à la colline du Barri de Gassin.
Les principaux caps et pointes de la presqu'île sont les suivants (du nord au sud) :
- Cap Saint-Pierre
- Pointe des Rabiou
- Cap de Saint-Tropez
- Pointe de Capon
- Cap du Pinet
- Pointe de Bonne Terrasse
- Cap Camarat
- Cap Taillat (site naturel)[2]
- Cap Lardier[2]

Les principaux cols sont le col de Paillas (248 mètres) et le col de Callebasse. Le point culminant est le Barri de Gassin (324 mètres).

## Géographie humaine
La population résidente était d'environ 13 000 habitants selon les données INSEE de 1999.
Les quatre villes situées sur la presqu'île sont les suivantes :
- La Croix-Valmer
- Gassin
- Ramatuelle
- Saint-Tropez

Carte de la presqu'île de Saint-Tropez

Les principales voies routières sur la presqu'île sont la départementale 559 qui relie Port Grimaud à la Croix-Valmer, la départementale 93 (aussi dénommée « route des plages » dans sa partie nord) qui la traverse en passant par Ramatuelle et la RD98a, qui relie le carrefour de la Foux à Saint-Tropez par le bord de mer. Les voies routières de moindre importance sont notamment les départementales 61 et 89. Il existe également un sentier littoral d'une vingtaine de kilomètres, appelé le sentier du littoral, qui fait le tour de la presqu'île. Il était autrefois utilisé par les douaniers afin de surveiller la côte entre Saint-Tropez et Cavalaire.

## Activités humaines et économie
La presqu'île de Saint-Tropez, qui abrite la célèbre plage de Pampelonne, est une destination de villégiature renommée au niveau mondial pour son climat agréable et ses paysages protégés, ainsi que par la présence de villes touristiques. L'agriculture de la presqu'île est essentiellement constituée par la viticulture. Plusieurs domaines internationalement connus y sont implantés, dont un crû classé, le château Minuty.
Outre le tourisme, le secteur tertiaire comprend des emplois administratifs grâce à la présence d'un pôle de santé, d'un lycée et d'un collège, tous trois à Gassin, et de plusieurs écoles.
La presqu'île était un lieu favorisé pour l'exploitation éolienne. On dénombrait quatre moulins à vent à Gassin ; cinq ont été construits dans le passé, entre les XVIe et le XIXe siècles sur le territoire de la commune de Ramatuelle, sur la partie la plus élevée de la presqu'île, la colline de Castellas, soumise aux vents les plus forts. Ces moulins sont connus sous la dénomination de « moulins de Paillas » du nom du meunier Jean-Baptiste Paillas qui les utilisait. Ils sont aujourd'hui en ruines à l'exception d'un seul qui a été entièrement restauré entre 1997 et 2002, sous la direction de l'architecte Alain Bellegy.
Une activité industrielle est présente depuis le début du XXe siècle avec l'usine de torpille de Naval Group.
Le 25 juillet 2017, un incendie de grande ampleur se déclare sur la presqu'île. Il détruit 500 hectares de forêt et une partie de la faune endémique, notamment la population de tortues d'Hermann.

## Zones protégées
La partie sud de la presqu'île, comprenant les caps Lardier, Taillat et Camarat constitue une zone protégée de 1 272 hectares terrestres et 750 hectares de domaine maritime. Les caps Lardier et Taillat ont par ailleurs été acquis à partir de l'année 1978 par le Conservatoire du littoral afin de pouvoir empêcher les constructions,.
Le littoral de la presqu'île est en grande partie inclus dans le site Natura 2000 de la corniche varoise (référence : fr9301624) qui s'étend sur 29 061 hectares (à 98 % maritimes) entre le Lavandou et Saint-Tropez,.
Le secteur est protégé par deux Zones naturelles d'intérêt écologique, faunistique et floristique de type II : la ZNIEFF 83-103-100 dite « Maures de la Presqu’île de Saint-Tropez » et la ZNIEFF 83-200-100 dite « Maures ».
Le secteur bénéficie de plusieurs sites inscrit à l'inventaire des sites pittoresques: villages de Gassin et ses abords,, de Ramatuelle, la Presqu'île de Saint-Tropez.

## Galerie

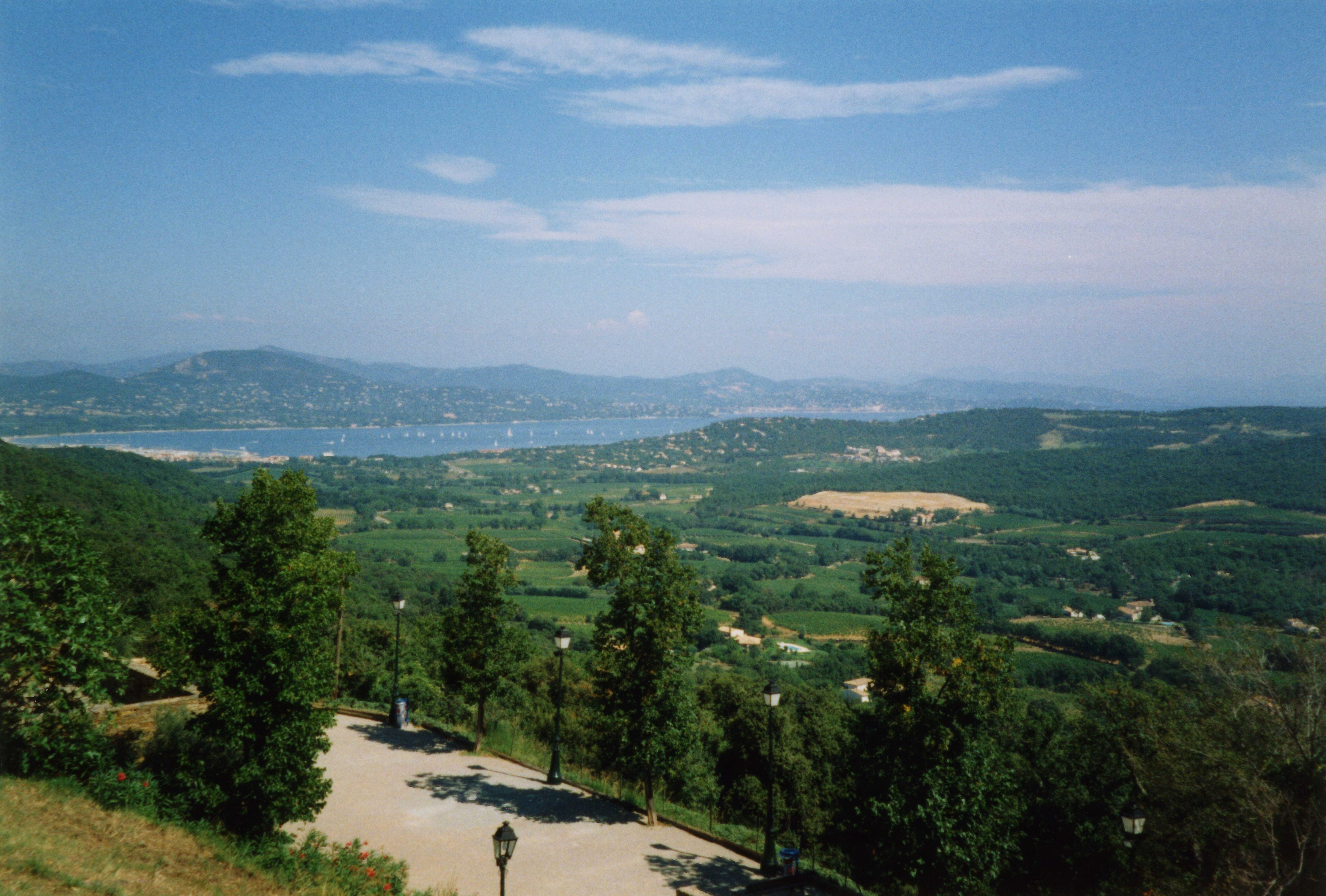
Vue panoramique de la presqu'île et du golfe de Saint-Tropez.
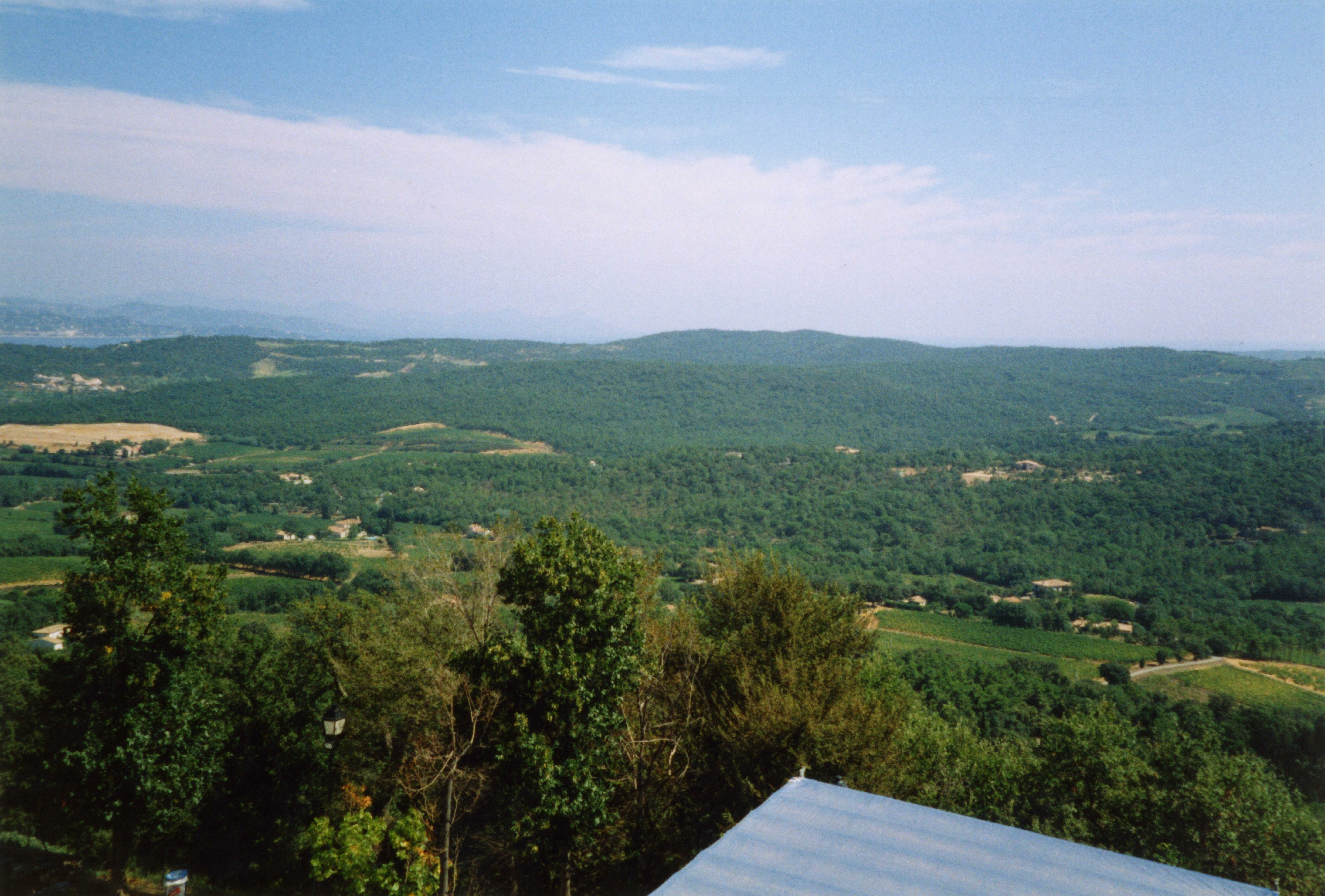
Vue panoramique (partielle) de la presqu'île de Saint-Tropez.
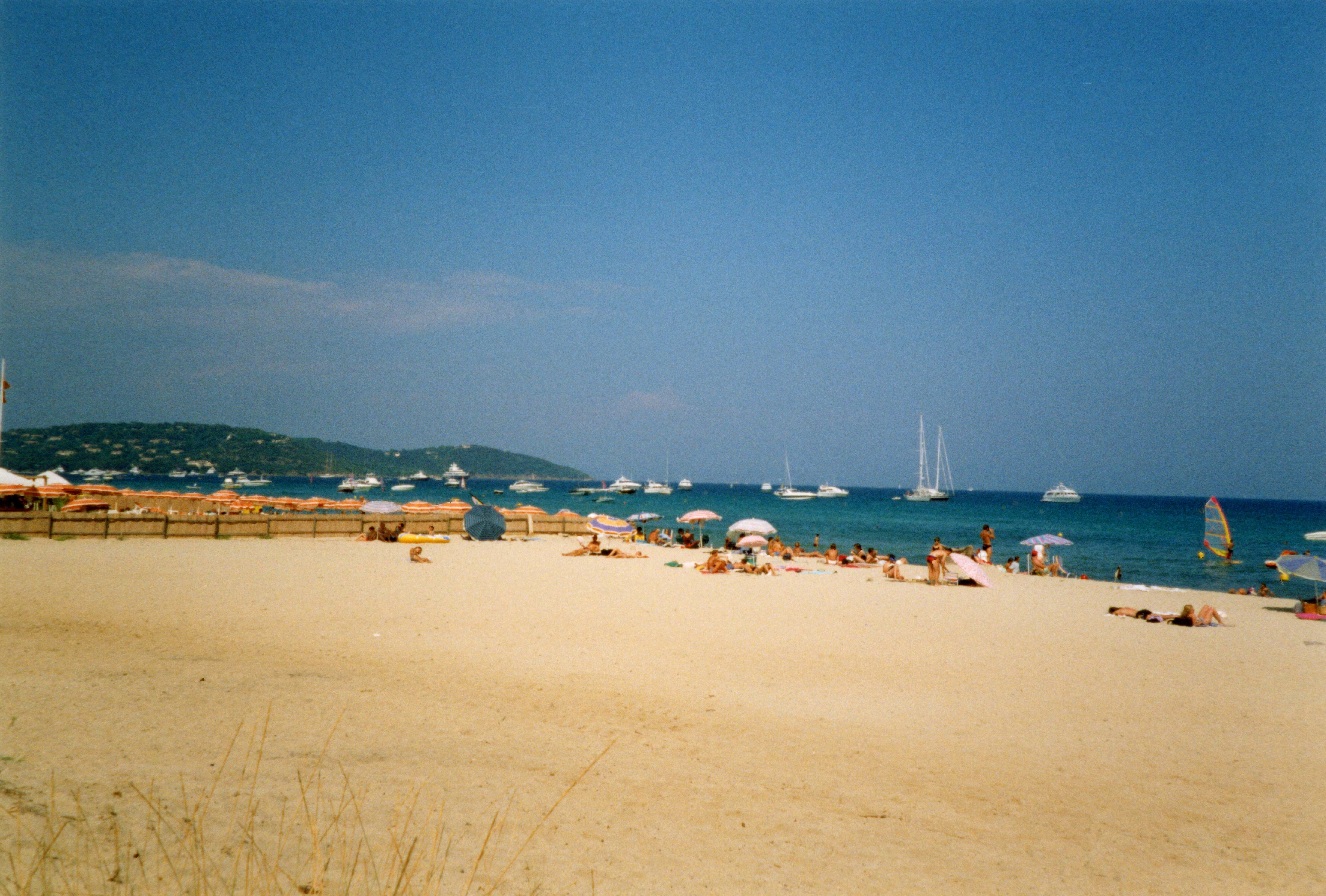
Vue partielle de la plage de Pampelonne.
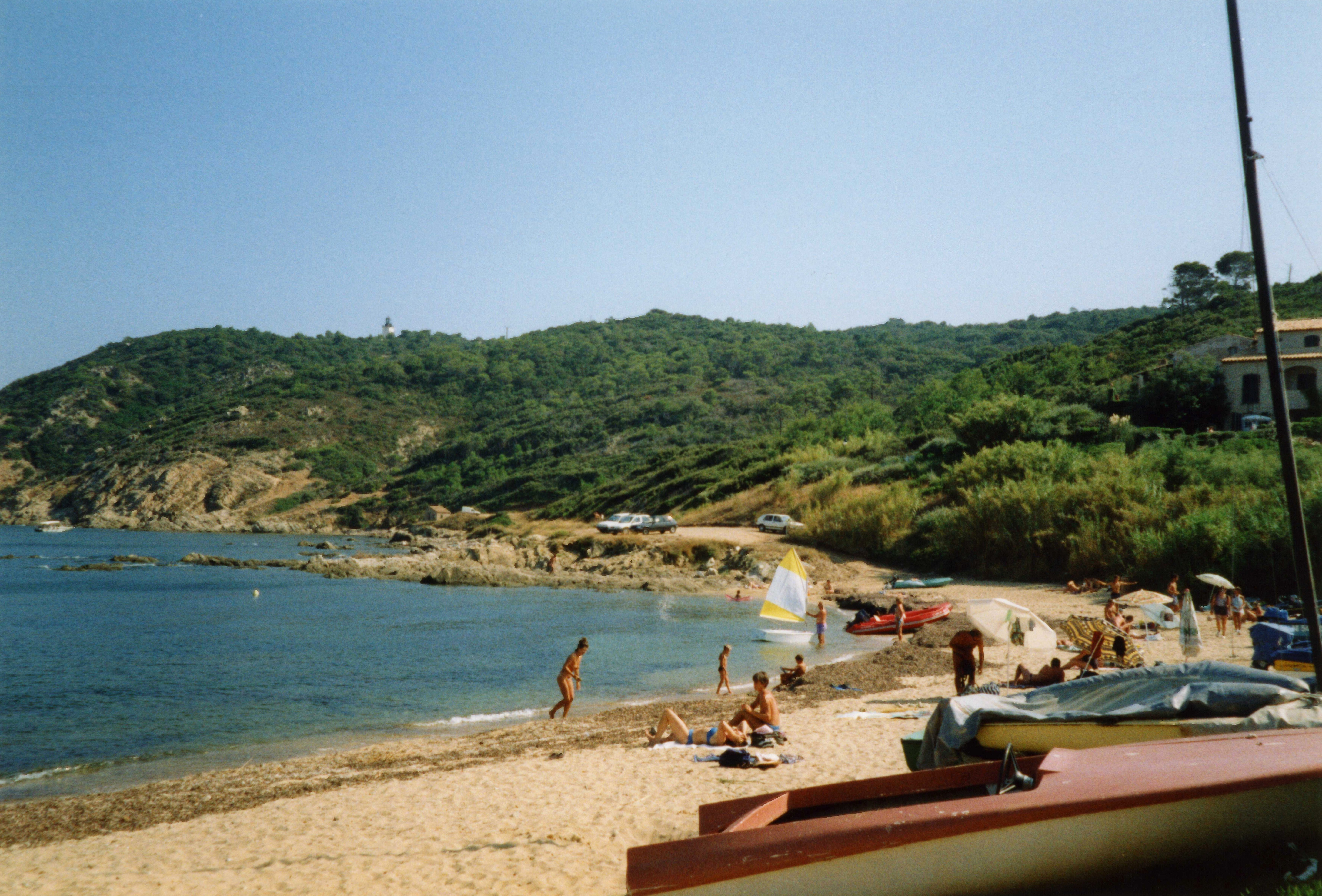
La plage de l'anse de Bonne-Terrasse.